# L'Herbergement
L'Herbergement est une commune française d'environ 3134 habitants (en 2018) située dans le département de la Vendée en région Pays de la Loire. Ses habitants sont les Herbergementais et Herbergementaises.

## Géographie

### Localisation
L'Herbergement se trouve entre Nantes (30 km) et La Roche-sur-Yon (20 km).
Située à l'intersection de l'A87 (péage autoroutier de Montaigu à 5 km) et de la D763 (voie express 2 x 2 voies), la commune connaît un accroissement constant de sa population qui atteint 3 078 habitants début 2019.
Le territoire municipal de L’Herbergement s’étend sur 1 693 hectares. L’altitude moyenne de la commune est de 58 mètres, avec des niveaux fluctuant entre 39 et 72 mètres,.
Les communes limitrophes de L'Herbergement sont Boufféré (Montaigu-Vendée), Saint-Georges-de-Montaigu (Montaigu-Vendée) Saint-André-Treize-Voies (Montreverd), Saint-Sulpice-le-Verdon (Montreverd), Les Brouzils.
| Saint-André-Treize-Voies (Montréverd) (4.0 km) | Boufféré (Montaigu-Vendée) (6.3 km) | Saint-Georges-de-Montaigu (Montaigu-Vendée) (7.6 km) |
|                                                | L'Herbergement                      | Les Brouzils (4.9 km)                                |
| Saint-Sulpice-le-Verdon (Montréverd) (3.8 km)  |                                     |                                                      |

### Climat
Pour des articles plus généraux, voir Climat des Pays de la Loire et Climat de la Vendée.
En 2010, le climat de la commune est de type climat océanique altéré, selon une étude du CNRS s'appuyant sur une série de données couvrant la période 1971-2000. En 2020, Météo-France publie une typologie des climats de la France métropolitaine dans laquelle la commune est exposée à un climat océanique et est dans la région climatique  Bretagne orientale et méridionale, Pays nantais, Vendée, caractérisée par une faible pluviométrie en été et une bonne insolation. 
Pour la période 1971-2000, la température annuelle moyenne est de 11,9 °C, avec une amplitude thermique annuelle de 13,9 °C. Le cumul annuel moyen de précipitations est de 818 mm, avec 12,1 jours de précipitations en janvier et 6,8 jours en juillet. Pour la période 1991-2020, la température moyenne annuelle observée sur la station météorologique de Météo-France la plus proche, sur la commune de Rocheservière à 11 km à vol d'oiseau, est de 12,4 °C et le cumul annuel moyen de précipitations est de 831,3 mm,. Pour l'avenir, les paramètres climatiques de la commune estimés pour 2050 selon différents scénarios d'émission de gaz à effet de serre sont consultables sur un site dédié publié par Météo-France en novembre 2022.

## Urbanisme

### Typologie
Au 1er janvier 2024, L'Herbergement est catégorisée bourg rural, selon la nouvelle grille communale de densité à sept niveaux définie par l'Insee en 2022.
Elle appartient à l'unité urbaine de L'Herbergement, une unité urbaine monocommunale constituant une ville isolée,. Par ailleurs la commune fait partie de l'aire d'attraction de Montaigu-Vendée, dont elle est une commune de la couronne,. Cette aire, qui regroupe 8 communes, est catégorisée dans les aires de moins de 50 000 habitants,.

### Occupation des sols
L'occupation des sols de la commune, telle qu'elle ressort de la base de données européenne d’occupation biophysique des sols Corine Land Cover (CLC), est marquée par l'importance des territoires agricoles (85,2 % en 2018), en diminution par rapport à 1990 (89,4 %). La répartition détaillée en 2018 est la suivante : 
terres arables (64,3 %), zones agricoles hétérogènes (20,9 %), zones urbanisées (9,8 %), zones industrielles ou commerciales et réseaux de communication (2,8 %), forêts (2,3 %). L'évolution de l’occupation des sols de la commune et de ses infrastructures peut être observée sur les différentes représentations cartographiques du territoire : la carte de Cassini (XVIIIe siècle), la carte d'état-major (1820-1866) et les cartes ou photos aériennes de l'IGN pour la période actuelle (1950 à aujourd'hui).

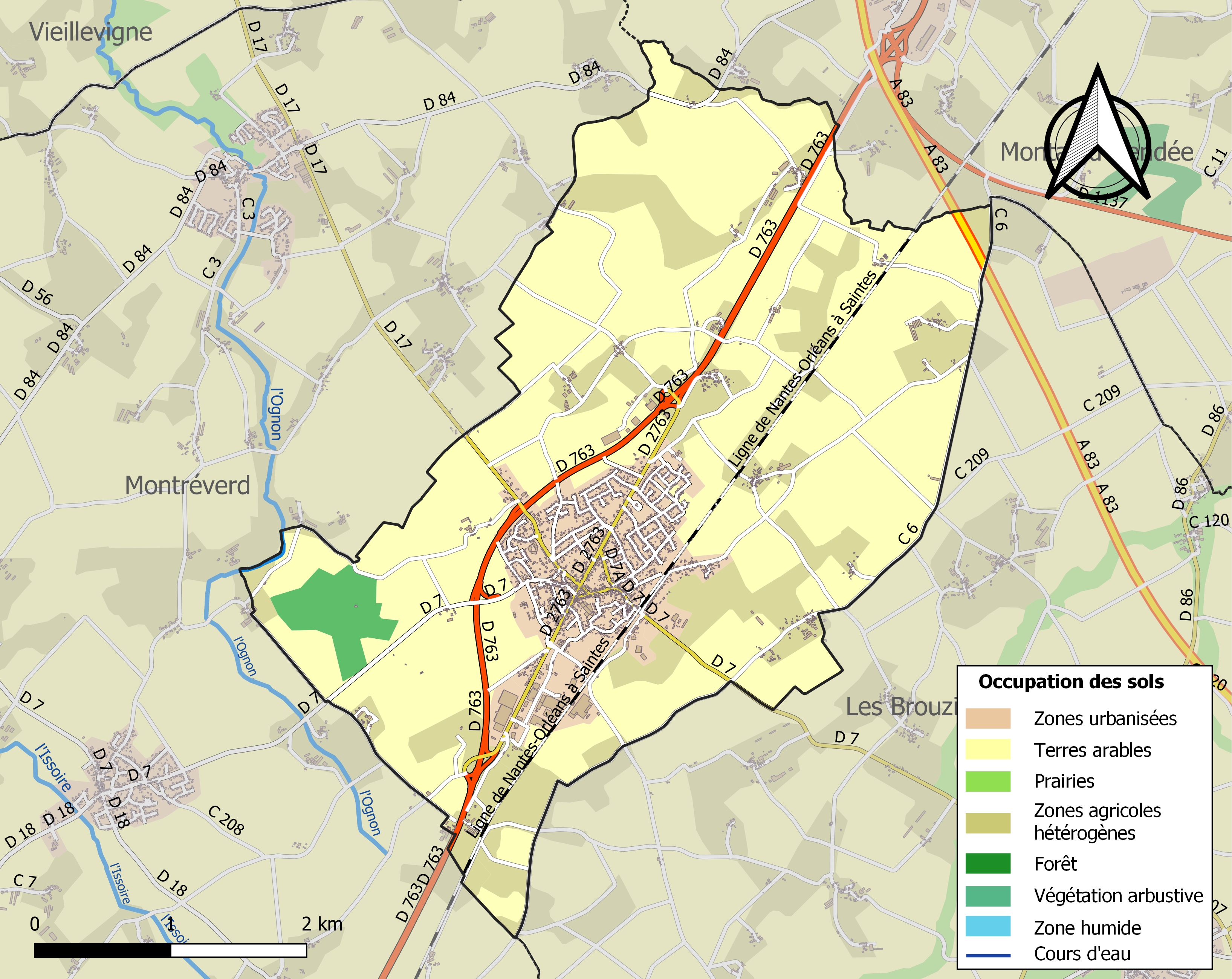
Carte des infrastructures et de l'occupation des sols de la commune en 2018 (CLC).

## Environnement
L'Herbergement a obtenu deux fleurs au Concours des villes et villages fleuris (palmarès 2007).

## Histoire
Les découvertes d'une hache polie a permis d'attester la présence de l'Homme en ce lieu à la période du Néolithique.
D'autre part, les Celtes ont laissé sur leur passage une pièce de monnaie gauloise en electrum. Les traces des Romains sont nettement plus visibles grâce au tracé de la route des Lucs-sur-Boulogne à Saint-Georges-de-Montaigu. À partir de ce moment, L'Herbergement devint un carrefour important avec des voies secondaires, et surtout une halte établie, avec des commerces, près d'un camp militaire.
Au début du XIe siècle, deux mottes castrales furent édifiées, l'une au centre du bourg actuel et l'autre au lieudit la Motte. En 1176, une paroisse est attestée sous le nom de Abergamento Anterii, que l'on pourrait traduire par L'Herbergement Entier. Puis un peu plus tard, vers la fin du XIIe siècle, des fortifications furent édifiées autour de quelques maisons du bourg et de la première église. Ces ouvrages, aujourd'hui disparus, entouraient également une maison forte abritant la seigneurie locale.
Ce n'est qu'à la fin du XIVe siècle que le château fut édifié. Situé hors de l'enceinte de la commune, il était entouré de douves, et prit le nom de Bois-Chollet.
Cependant, en 1568, lors des guerres de religion, le château et l'église subirent une destruction partielle. L'année suivante, le roi Charles IX dota le bourg d'une foire qui se perpétue encore de nos jours.
En 1744, le château est agrandi, mais à nouveau ravagé en 1794, ainsi que l'église, par les colonnes infernales du général Étienne Jean-François Cordellier-Delanoüe, pendant les guerres de Vendée. Le château est partiellement reconstruit en 1820 et l'église en 1896. À partir de 1864, l'arrivée du train permet un renouveau de la vocation commerciale de L'Herbergement.

## Sport

### Smash Basket
Le SMASH Basket Vendée Sud Loire est né au printemps 2008 d’une fusion mûrement réfléchie entre la SMS Basket de L’Herbergement, la SAS Basket de Saint André Treize Voies et le BCSM Saint Sulpice le Verdon/Mormaison. Le sigle est formé par les initiales des quatre communes qui le composent (sauf la première lettre, qui provient en réalité du mot "Sporting").
Le club est le 1er club national en nombre de licenciées féminin .
En 2015, le club parvient enfin atteindre le niveau national (NF3) avec l'équipe féminine 1. En 2018, c'est au tour de l'équipe DM2 ( Départementale Masculine 2) de passer en DM1 pour la première fois depuis 2011.

## Emblèmes

### Héraldique
| Blason | Blasonnement : Parti : au premier, d'azur au cerf arrêté d'or ; au second, de gueules aux quatre fusées d'or accolées en fasce, accompagnées de huit besants du même rangés, quatre en chef et quatre en pointe ; à l'épée haute d'argent garnie d'or brochant sur la partition. |

### Devise
La devise de L'Herbergement : Fidélité et progrès.

## Politique et administration

### Liste des maires
L'Herbergement appartient à la 1re circonscription de la Vendée. Philippe Latombe en est le député actuel depuis 2017. C'est sa première élection en tant que député de cette circonscription.

## Population et société

### Démographie

#### Évolution démographique
L'évolution du nombre d'habitants est connue à travers les recensements de la population effectués dans la commune depuis 1800. Pour les communes de moins de 10 000 habitants, une enquête de recensement portant sur toute la population est réalisée tous les cinq ans, les populations de référence des années intermédiaires étant quant à elles estimées par interpolation ou extrapolation. Pour la commune, le premier recensement exhaustif entrant dans le cadre du nouveau dispositif a été réalisé en 2008.

En 2022, la commune comptait 3 437 habitants, en évolution de +9,28 % par rapport à 2016 (Vendée : +5,33 %, France hors Mayotte : +2,11 %).
| 1800 | 1806 | 1821 | 1831 | 1836 | 1841 | 1846 | 1851 | 1856 |
| ---- | ---- | ---- | ---- | ---- | ---- | ---- | ---- | ---- |
| 184  | 225  | 310  | 304  | 346  | 351  | 366  | 386  | 416  |

| 1861 | 1866 | 1872 | 1876 | 1881 | 1886 | 1891 | 1896 | 1901 |
| ---- | ---- | ---- | ---- | ---- | ---- | ---- | ---- | ---- |
| 423  | 447  | 518  | 550  | 598  | 594  | 598  | 600  | 612  |

| 1906 | 1911 | 1921 | 1926 | 1931 | 1936 | 1946 | 1954 | 1962 |
| ---- | ---- | ---- | ---- | ---- | ---- | ---- | ---- | ---- |
| 627  | 642  | 552  | 593  | 579  | 617  | 661  | 695  | 857  |

| 1968  | 1975  | 1982  | 1990  | 1999  | 2006  | 2008  | 2013  | 2018  |
| ----- | ----- | ----- | ----- | ----- | ----- | ----- | ----- | ----- |
| 1 414 | 1 531 | 1 654 | 1 706 | 1 896 | 2 469 | 2 632 | 2 989 | 3 204 |

| 2022  | - | - | - | - | - | - | - | - |
| ----- | - | - | - | - | - | - | - | - |
| 3 437 | - | - | - | - | - | - | - | - |

#### Pyramide des âges
En 2018, le taux de personnes d'un âge inférieur à 30 ans s'élève à 38,9 %, soit au-dessus de la moyenne départementale (31,6 %). À l'inverse, le taux de personnes d'âge supérieur à 60 ans est de 18,1 % la même année, alors qu'il est de 31,0 % au niveau départemental.
En 2018, la commune comptait 1 574 hommes pour 1 630 femmes, soit un taux de 50,87 % de femmes, légèrement inférieur au taux départemental (51,16 %).
Les pyramides des âges de la commune et du département s'établissent comme suit.
| Hommes | Classe d’âge | Femmes |
| ------ | ------------ | ------ |
| 0,3    | 90 ou +      | 1,5    |
| 4,4    | 75-89 ans    | 6,6    |
| 10,8   | 60-74 ans    | 12,3   |
| 20,3   | 45-59 ans    | 16,2   |
| 25,6   | 30-44 ans    | 24,2   |
| 13,9   | 15-29 ans    | 14,3   |
| 24,6   | 0-14 ans     | 24,9   |

| Hommes | Classe d’âge | Femmes |
| ------ | ------------ | ------ |
| 0,8    | 90 ou +      | 2,2    |
| 8,7    | 75-89 ans    | 11,1   |
| 20,3   | 60-74 ans    | 21,3   |
| 20     | 45-59 ans    | 19,4   |
| 17,5   | 30-44 ans    | 16,8   |
| 15     | 15-29 ans    | 13,2   |
| 17,7   | 0-14 ans     | 16,1   |

## Économie
La commune héberge le siège de Herige et de sa filiale VM Matériaux.

## Lieux et monuments

### L'église Sainte-Madeleine

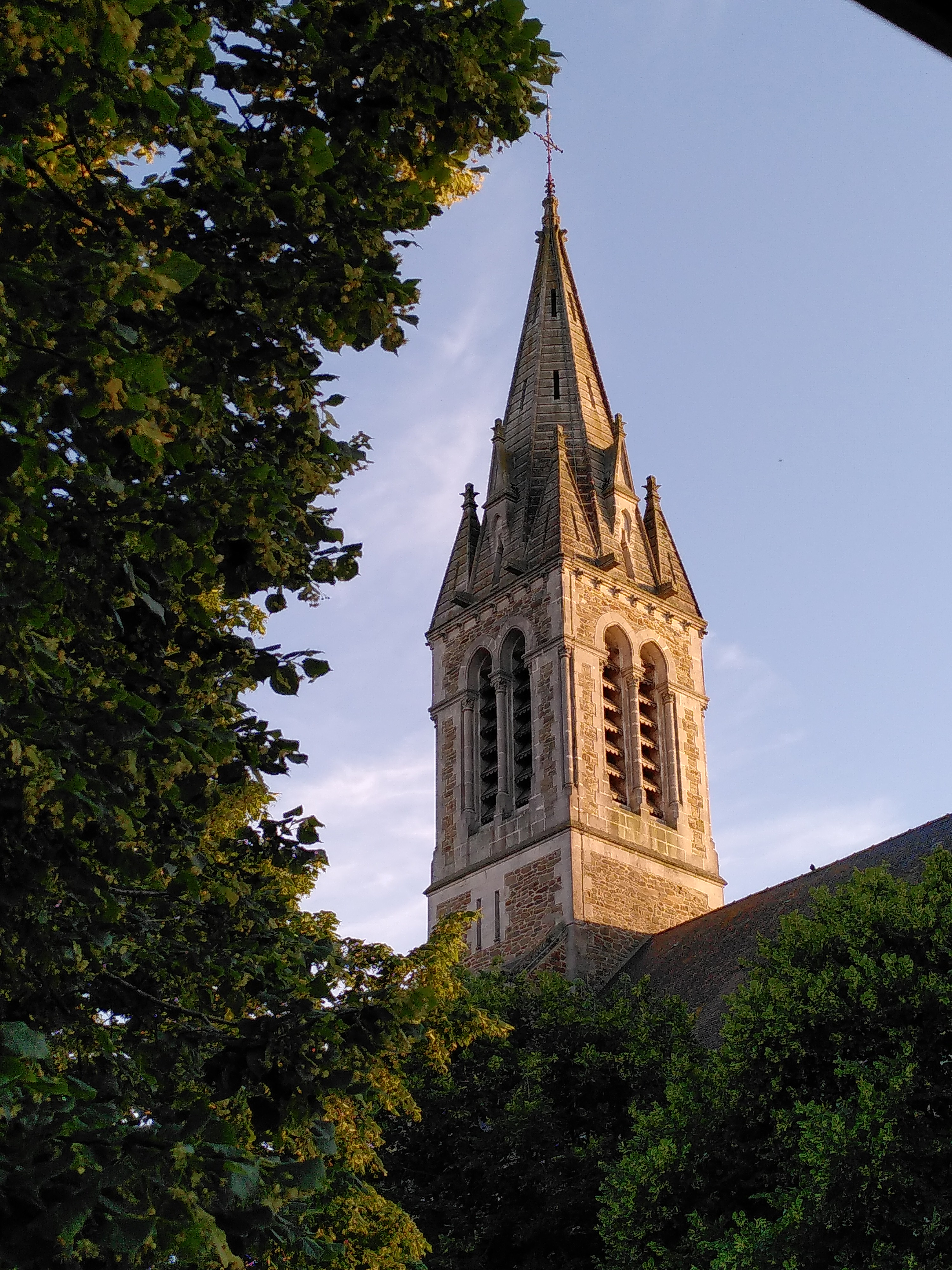
église Sainte Madeleine.

Bâtie en 1896, l'église actuelle remplace celle datant du XIIe siècle qui avait subi des actes de vandalisme. Les seigneurs du château du Bois Cholet y étaient inhumés jusqu'à la suppression des droits féodaux.

### Le château
Le château du Bois Cholet, incendié par les colonnes infernales pendant les guerres de Vendée, est reconstruit en 1820. Il subsiste des douves, une partie des communs et un pavillon du XVIIIe siècle. L'entrée principale est accessible par une  avenue de 250 m. Cette propriété est toujours habitée de nos jours.

### Autres lieux
- Foyer logement Martial-Caillaud
- Bibliothèque municipale
- Centre périscolaire
- Centre de Secours
- Écoles maternelles et primaires, privée* et publique** (Jean-de-la-Fontaine** et Arc-en-Ciel*)
- Fête Renaissance tous les deux ans (années impaires) le 1er dimanche de septembre
- Gare de L'Herbergement - Les Brouzils

## Personnalités liées à la commune
- Dominique Caillaud, ancien député, né à L'Herbergement en 1946
- Jacques Vertan, acteur français, né à Clamart en 1923 et mort à L'Herbergement en 2004.
- Hilarion-François de Chevigné de Boischollet, évêque français, né à L'Herbergement en 1746 et mort à Nantes en 1812.